# Chow Chung-cheng
Chow Chung-cheng (chinesisch 周仲錚 / 周仲铮, Pinyin Zhōu Zhòngzhēng, auch: Li Chow Chung-cheng, Zhou Zhongzheng, * 20. Juni 1908 in Tianjin, Chinesisches Kaiserreich; † 30. August 1996 in Bonn) war eine chinesisch-deutsche Sinologin, Malerin und Schriftstellerin.

## Leben
Chow Chung-cheng entstammte einer alten chinesischen Beamten- und Gelehrtenfamilie. Mit 15 Jahren ging sie gegen den Willen ihrer Eltern von zu Hause fort, besuchte ein Lyzeum und begann in Peking ein Universitätsstudium, das sie später in Paris fortsetzte. 1935 promovierte sie als erste Chinesin an der Sorbonne über ein staatswissenschaftliches Thema. Anschließend war sie als Lektorin für das Fach Sinologie an der Universität Leiden tätig. In zweiter Ehe war sie mit dem Deutschen Georg von Koeppen verheiratet. Nach dem Ende des Zweiten Weltkriegs leitete sie eine chinesische Schule in Berlin.
Von 1950 bis 1954 absolvierte Chow Chung-cheng eine künstlerische Ausbildung im Fach Malerei an der Landeskunstschule in Hamburg bei Alfred Mahlau und in Stuttgart bei Willi Baumeister. Ab 1956 lebte sie mit ihrem Ehemann in Bonn.
Chow Chung-cheng war als bildende Künstlerin auf den Gebieten Ölmalerei, Aquarell und Grafik tätig. Daneben veröffentlichte sie ab 1957 eine Reihe von Kinder- und Jugendbüchern in deutscher Sprache, in denen sie vor allem Themen aus ihrer chinesischen Heimat verarbeitete.

## Werke
- L'examen provincial en Chine (Hiang che) sous la Dynastie des Ts'ing (de 1644 à 1911),  Paris 1935
- Kleine Sampan, Aarau [u. a.] 1957
- Zehn Jahre des Glücks, Aarau [u. a.] 1960
- Der König des Baumes, Reutlingen 1967
- Die kleinen bunten Fische, Reutlingen 1968
- Kraniche, Bonn-Bad Godesberg 1970 (zusammen mit Ellen Schmidt-Bleibtreu)
- Aber ein Vogel gehört zum Himmel und ein Fisch gehört zum Wasser, Opladen 1973
- Sklavin Goldblume, Opladen 1974
- Rot, rot muß es sein! Rund, rund muß es sein!, Stuttgart-Bad Cannstatt 1983

## Ausstellungskataloge
- Chow Chung-Cheng, Karl Godeg, Helmut Rehme: Gemälde, Kassel 1965
- Chow Chung-cheng, Witten 1970
- Akai, Chow, Katsu: Begegnung am Rhein, Wesel 1981
- Zwei chinesische Malerinnen, Köln 1986
- Heiner Blumenthal, Andreas Kuhlmann, Martin Schwenk, Jan Verbeek, Ilse Wegmann, Chung-Cheng Chow, Bonn 1996